# Diözese von Lowetsch

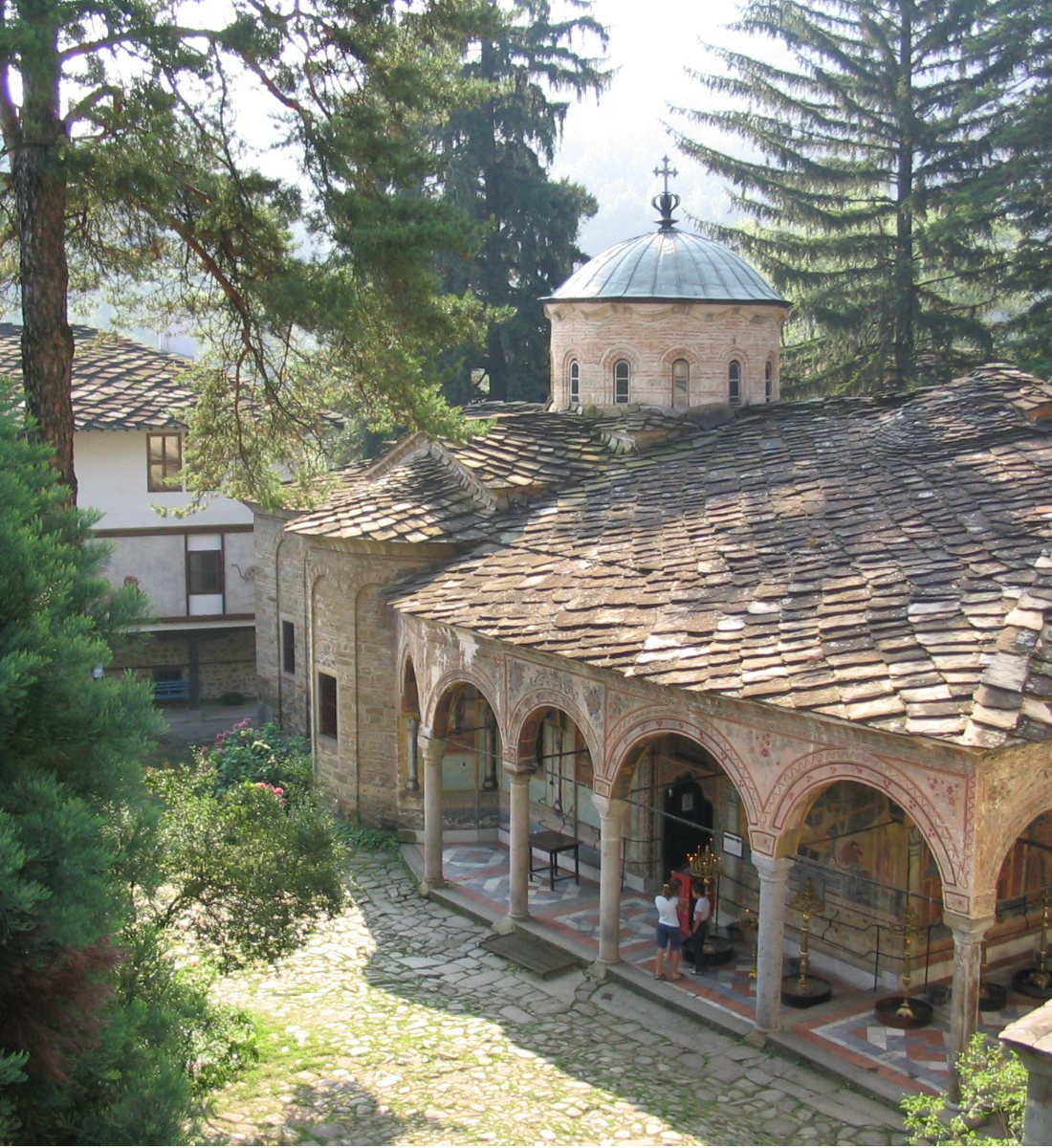
Die Klosterkirche des Trojan-Klosters

Die Diözese Lowetsch (bulgarisch Ловчанска епархия) ist eine Eparchie (Diözese) der Bulgarisch-Orthodoxen Kirche mit Sitz in Lowetsch. Die Diözese Lowetsch teilt sich heute in 5 Okolii: Lowetsch, Pirdop, Botewgrad, Tetewen und Trojan. In der Diözese existieren ca. 150 Gotteshäuser und 12 Klöster.

## Metropoliten
- Ilarion I. (1852–1872)
- Dionisij (1873–1875)
- Josef I. (1876–1877)
- Nathanael (1880–1891)

Bis 1937 gab es nur provisorische Leiter, eine Ausnahme stellt der Metropolit Maxim Branitski (1924–1934) dar.
- Anthim (1937–1939)
- Filaret (1939–1960)
- Maxim (1960–1971)
- Grigorij (1972–2000)[2]
- Gawrail (2001–)

## Wichtige Kirchenbauten
- Kathedrale Kyril und Method in Lowetsch
- Kloster Trojan
- Kloster Gloschen
- Kloster Etropole
- Mariä Himmelfahrt-Kirche in Lowetsch
- Sweta Nedelja-Kirche in Lowetsch